# State Line (Caroline du Sud)
Pour les articles homonymes, voir State Line.
State Line est une communauté non constituée en municipalité dans le Comté de Cherokee, dans l'État américain de Caroline du Sud.

## Histoire
Un bureau de poste nommé State Line a été créé en 1875, et est resté en service jusqu'en 1904. La communauté a été nommée pour son emplacement près de la frontière entre la Caroline du Sud et la Caroline du Nord.